# Химн на Ливан
Националният химн на Ливан е приет на 12 юли 1927 г. – 7 години след обявяването на държавата Велик Ливан по време на френския мандат.
Музиката на националния химн е повлияна от излагането на Бейрут към западната култура до края на 19 век, съставена от френски обучен художник Вадих Сабра през 1925 г. Телевизионният канал Ал-Джадед показва кратък документален филм за ливанския национален химн, като заявява, че музиката е плагиатствана от песен, посветена на Мухаммад Ибн Абд ал Карим ал-Катаби, лидер на Рифската република, съставена от Мохамед Флайфел. По-късно той показа друг документален филм, съдържащ документи, които доказват претенцията.

## Текст

### Оригинален текст
```
للوطن للعلى للعلم
ملء عين الزمن سيفنا والقلم
سهلنا والجبل منبت للرجال
قولنا والعمل في سبيل الكمال
كلنا للوطن للعلى للعلم
كلنا للوطن
شيخنا والفتى عند صوت الوطن
شرقنا قلبه أبدا لبنان
صانه ربه لمدى الأزمان
كلنا للوطن للعلى للعلم
كلنا للوطن
بحره بره درة الشرقين
رفده بره مالئ القطبين
إسمه عزه منذ كان الجدود
مجده أرزه رمزه للخلود
كلنا للوطن للعلى للعلم
كلنا للوطن

```

### Превод на български
Всички ние! За нашата страна, за нашата слава и знаме !
Нашата храброст и нашите писания са завистта на вековете.
Нашата планина и долината ни носят здрави хора.
И за съвършенството ние посветим нашите думи и труд.
Всички ние! За нашата страна, за нашата слава и знаме!
Всички ние! За нашата страна
Нашите старейшини и нашите деца, те очакват призива на нашата страна,
И в Деня на кризата те са като лъвовете на джунглата.
Сърцето на нашия Изток е някога Ливан,
Нека Бог да го запази до края на времето.
Всички ние! За нашата страна, за нашата слава и знаме!
Всички ние! За нашата страна
На скъпоценни камъни от изток са на земята и му към морето.
В целия свят неговите добри дела преминават от полюс към полюс.
И името му е славата му от времето, когато започна.
На кедри са неговата гордост, символ безсмъртието си е.
Всички ние! За нашата страна, за нашата слава и знаме!
Всички ние! За нашата страна